# ایالت آکوبو
ایالت آکوبو (به لاتین: Akobo State) یک منطقهٔ مسکونی در سودان جنوبی است که در نیل بالایی بزرگ واقع شده‌است.